# 嘉禾街道
嘉禾街道（かかがいどう）は、広州市白雲区の街道。現行行政地名は嘉禾街道嘉禾社区、嘉禾街道科甲社区などの社区9個がある。

## 地理
広州市白雲区の中東部に位置している。

## 行政区画
9社区を管轄する。

## 施設

### 交通
・地下鉄の駅：